# Regelbautyp 10
Der Regelbautyp 10 ist ein häufig gebauter Bunkertyp des Westwalls. Diese Bunker wurden während des Limesprogramms von 1938 errichtet. Insgesamt wurden von diesem Regelbautyp 3471 Anlagen am gesamten Westwall gebaut.

## Aufbau

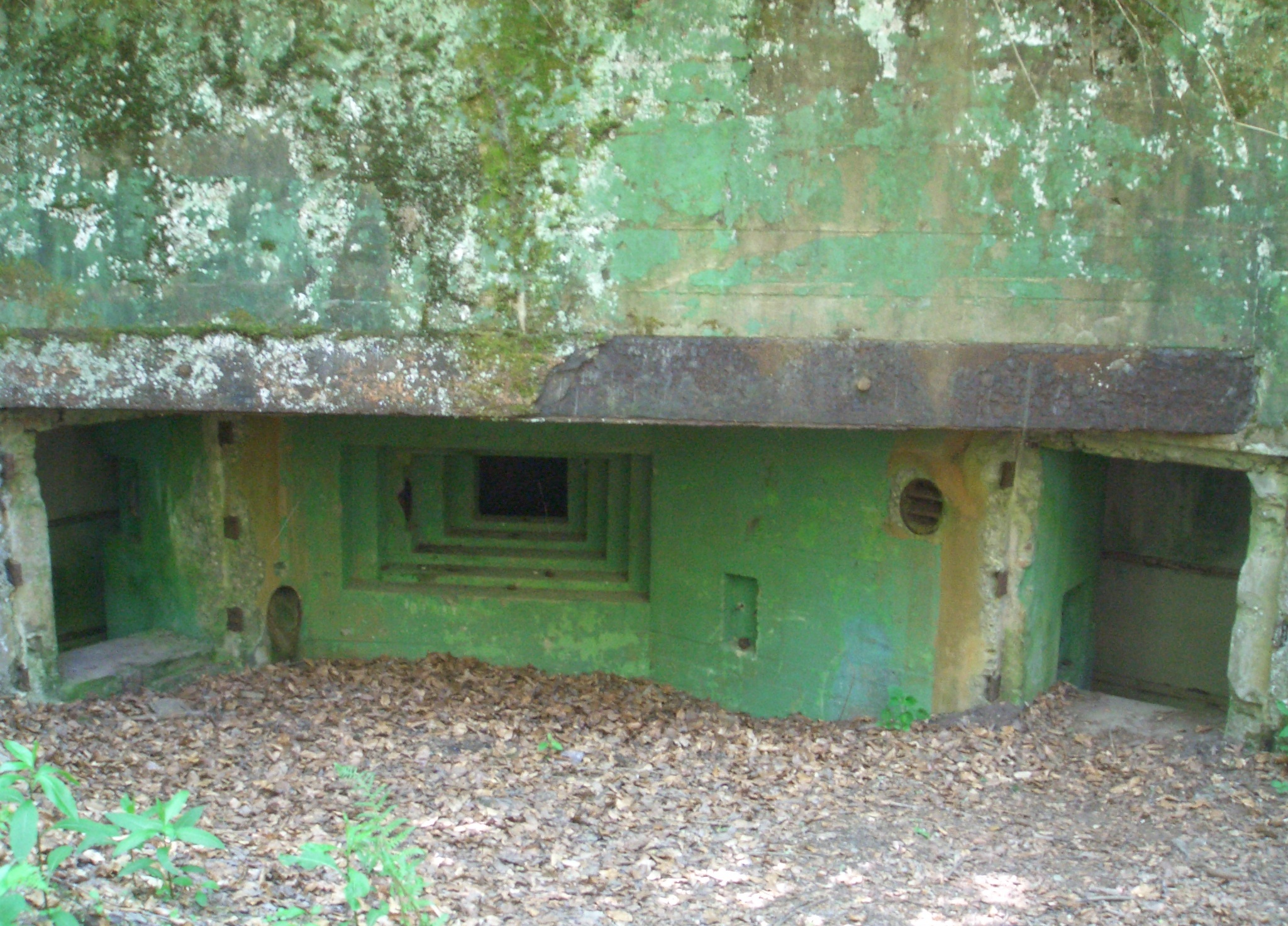
Hofseite des Bunkers 132 mit den Eingängen zum Gruppenraum

Der Bunker ist ein sogenannter Gruppenunterstand mit angehängtem Kampfraum und bestand aus zwei getrennten Räumen. Zum einen aus einem Gruppenraum, in dem sich die Soldaten zur Bereitschaft aufhalten und schlafen konnten, sowie einem Kampfraum, der mit einem Maschinengewehr ausgerüstet, zur Verteidigung des Bunkers diente.
Der Gruppenunterstand, in dem 15 Soldaten zur Bereitschaft Platz finden konnten, besaß zur Sicherung des Eingangs eine rückwärtig ausgerichtete Treppenscharte, die wie andere Verteidigungsscharten an den Eingängen für Karabiner vorgesehen waren.
Der Kampfraum war mit einem fest auf einer Lafette installierten Maschinengewehr MG 34 ausgerüstet, mit dem durch eine flankierende und frontale Scharte hindurch der Bunker verteidigt werden konnte.
Die Wände und Decken besaßen eine Stärke von 1,5 m und entsprachen somit der Ausbaustärke B des Limesprogramms. Die Bunker hatten eine Größe von 8,9 m × 11,1 m.

## Ausstattung
Alle Bunker verfügten über einen Anschluss an ein Festungstelefonnetz, über das die Besatzungen mehrerer Bunker über Feldtelefone miteinander sprechen konnten. Um zwischen dem Kampf- und dem Gruppenraum zu kommunizieren, gab es ein Sprachrohr.
In den Bereitschaftsräumen waren an den Wänden Betten für die Soldaten installiert.
Für den Fall, dass die Soldaten den Bunker nicht mehr verlassen konnten, gab es einen Notausstieg, der aus einer zur Oberseite des Bunkers führenden Röhre bestand.
Alle Bunker waren gassicher ausgeführt und besaßen daher einen gassicheren Ofen, dessen Abgase durch ein nach außen führendes Rauchrohr abgeleitet wurden. Das Rauchrohr wurde mit einem massiven Gitter verschlossen.
Jedem Soldaten standen eine Schlafstelle und ein Hocker zu, der kommandierende Offizier erhielt einen Stuhl.
Zur Tarnung wurden diese Bunker wie auch andere Bunker am Westwall mit grüner Tarnfarbe gestrichen.

## Mängel
Bereits beim Bau der Bunker waren diese nicht mehr auf dem neuesten Stand der Technik und hielten schon damals nicht allen Waffen stand.
Dazu kam, dass die Bunker Jahre vor ihrem Einsatz gebaut wurden und somit auch mit alten Lafetten ausgerüstet waren. Dadurch war es nicht möglich, das bessere MG42 statt des veralteten MG34 zu verwenden.
Ein weiterer Mangel bei diesen Bunkern bestand darin, dass die Soldaten zum Erreichen des Kampfraums den Bunker verlassen mussten und so kurzzeitig ungeschützt waren.

## Erhaltene Bunker
Von diesem Typ gibt es auf dem Buhlert im Hürtgenwald noch zwei gut erhaltene Exemplare mit den Nummern 131 und 132. In diesen Bunkern finden sich sogar noch die originalen Beschriftungen und die grüne Tarnfarbe ist noch zu erkennen. Zwischen Achtelsbach und Eisen befindet sich ebenfalls ein sehr gut erhaltenes Exemplar, welches man bei Führungen besichtigen kann.
Ein weiteres gut erhaltenes Exemplar findet sich an der Kehlerstraße in Rastatt.